# Завада (Словаччина)
Завада (словац. Závada) — село в Словаччині, Гуменському окрузі Пряшівського краю. Розташоване в північно-східній частині Словаччини. Протікає потік Ситничка.

## Історія
Давнє лемківське село. Вперше згадується у 1454 році.
На 1895 р. село належало до левоцького повіту комітату Спиш, у селі були церква і 152 будинки, 319 жителів.

## Пам'ятки
В селі на місці старої дерев'яної церкви з 1698 року збудована нова мурована греко-католицька церква святого Архангела Михаїла з 1927 року в стилі необароко, з 1963 національна культурна пам'ятка.

## Населення
| Рік:            | 1994. | 2004.    | 2014.   | 2024.   |
| --------------- | ----- | -------- | ------- | ------- |
| Кількість осіб: | 94    | 77       | 76      | 73      |
| Різниця:        |       | -18,08 % | -1,29 % | -3,94 % |

| Рік:            | 2023. | 2024.   |
| --------------- | ----- | ------- |
| Кількість осіб: | 69    | 73      |
| Різниця:        |       | +5,79 % |

В селі проживає 75 осіб.
Національний склад населення (за даними останнього перепису населення — 2001 року):
- русини — 71,43 %
- словаки — 15,48 %
- українці — 13,10 %

Склад населення за приналежністю до релігії станом на 2001 рік:
- греко-католики: 95,24 %,
- православні: 2,38 %,
- римо-католики: 2,38 %.